# Irène Kälin
Pour les articles homonymes, voir Kälin.
Irène Kälin, née le 6 février 1987 à Lenzbourg (originaire d'Einsiedeln), est une personnalité politique suisse, membre des Verts. 
Elle est députée du canton d'Argovie au Conseil national depuis novembre 2017 et le préside en 2021-2022.

## Biographie
Irène Kälin naît le 6 février 1987 à Lenzbourg, dans le canton d'Argovie. Elle est originaire d'Einsiedeln, dans le canton de Schwytz. Elle est fille unique, issue d'une famille de gauche.
Elle grandit à Lenzbourg et achève sa maturité au gymnase Leonhard à Bâle en 2007. Elle étudie ensuite la science des religions et de l'islam à l'Université de Zurich, où elle obtient son bachelor en 2013. Elle effectue ensuite un master en cultures des religions à l'Université de Berne ; son mémoire porte sur la reconnaissance étatique de l'islam. Elle est secrétaire du syndicat Unia argovien à partir de 2015, puis présidente d'ArbeitAargau, la faîtière des syndicats du canton.
Elle a un fils en 2018 d'une relation avec le journaliste Werner De Schepper, corédacteur en chef de la Schweizer Illustrierte jusqu'en 2022. Irène Kälin prend son enfant avec elle lors de sessions parlementaires pour pouvoir l'allaiter, ce qui donne lieu à une polémique,,.
Elle habite un temps à Oberflachs avec Werner De Schepper, puis à Aarau après leur séparation.

## Parcours politique
Elle est élue en 2010 au Grand Conseil argovien, où elle est notamment membre de la commission de gestion. Elle y préside également son groupe. De 2012 à 2014, elle l'un des quatre vice-présidents des Verts suisses,.
Aux élections fédérales de 2015, elle est tête de liste pour son parti, mais se voit devancée par Jonas Fricker de 2 500 voix. Lorsque ce dernier démissionne en 2017 à la suite d'une comparaison entre le transport de porcs vers l'abattoir et la déportation des Juifs vers Auschwitz, elle le remplace au Conseil national. Elle y siège à la Commission de la science, de l'éducation et de la culture (CSEC) jusqu'en décembre 2019, puis à la Commission des institutions politiques (CIP).
Après avoir été élue deuxième vice-présidente du Conseil national pour l'année 2019-2020, puis première vice-présidente pour 2020-2021, elle succède le 29 novembre 2021 à l'UDC Andreas Aebi à la présidence de la Chambre basse du Parlement par 151 voix sur 166. Elle est la deuxième Verte à occuper cette fonction après Maya Graf en 2012-2013.
Elle est réélue en 2023, mais ne parvient pas à accéder au Conseil des États.

## Positionnement politique
Elle défend la reconnaissance étatique de l'islam. Elle est aussi antinucléaire.